# حوزه انتخابیه نیشابور، فیروزه، زبرخان و میان‌جلگه
حوزهٔ انتخابیه نیشابور، فیروزه، زبرخان و میان‌جلگه  یکی از حوزه از حوزه‌های استان خراسان رضوی برای انتخابات مجلس شورای اسلامی است. این حوزه به مرکزیت نیشابور، ۲ نماینده دارد.

## نمایندگان
| دوره              | نام نماینده(ها)                                                          | سال‌های نمایندگی               | تصویر نماینده اول | تصویر نماینده دوم |
| مجلس شورای ملی    | مجلس شورای ملی                                                           | مجلس شورای ملی                | مجلس شورای ملی    | مجلس شورای ملی    |
| ----------------- | ------------------------------------------------------------------------ | ----------------------------- | ----------------- | ----------------- |
| ۱                 | بی‌وکیل                                                                   | ۱۴ مهر ۱۲۸۵ – ۲ تیر ۱۲۸۷      |                   |                   |
| ۲                 | قوام الاسلام، سپس قاسم‌خان صور اسرافیل                                    | ۲۴ فروردین ماه ۱۲۸۸–۳ دی ۱۲۸۹ |                   |                   |
| ۳                 | شیخ‌الرئیس افسر                                                           | ۱۴ آذر ۱۲۹۳ -؟                |                   |                   |
| ۴                 | «ابراهیم خان علیزاده عمید السلطنه، عمید الحکما»؛ سپس محمد دانش بزرگ‌نیا   | ۱ تیر ۱۳۰۰–۳۰ خرداد ۱۳۰۲      |                   |                   |
| ۵                 | (سردار معظم) فرزند کریم داد امیر منظم (مالک) معروف به عبدالحسین تیمورتاش | ۲۲ بهمن ۱۳۰۲–۲۲ بهمن ۱۳۰۴     |                   |                   |
| ۶                 | (سردار معظم) فرزند کریم داد امیر منظم (مالک)                             | ۱۹ تیر ۱۳۰۵–۲۲ مرداد ۱۳۰۷     |                   |                   |
| ۷                 | (سردار معظم) فرزند کریم داد امیر منظم (مالک)                             | ۱۴ مهر ۱۳۰۷–۱ آبان ۱۳۰۹       |                   |                   |
| ۸                 | (سردار معظم) فرزند کریم داد امیر منظم (مالک)                             | ۱۳۰۹–۱۳۱۱                     |                   |                   |
| ۹                 | حیدرعلی کمالی                                                            | ۱۳۱۱–۱۳۱۴                     |                   |                   |
| ۱۰                | حیدرعلی کمالی                                                            | ۱۳۱۴–۱۳۱۶                     |                   |                   |
| ۱۱                | محمد تقی ذوالقدر                                                         | ۱۳۱۶–۱۳۱۸                     |                   |                   |
| ۱۲                | محمد تقی ذوالقدر                                                         | ۱۳۱۸–۱۳۲۰                     |                   |                   |
| ۱۳                | محمد تقی ذوالقدر                                                         | ۱۳۲۲–۱۳۲۶                     |                   |                   |
| ۱۴                | حسن نبوی                                                                 | ۱۳۲۶–۱۳۲۸                     |                   |                   |
| ۱۵                | حسن نبوی                                                                 | ۱۳۲۸–۱۳۳۱                     |                   |                   |
| ۱۶                | حسن نبوی                                                                 | ۱۳۲۸–۱۳۳۱                     |                   |                   |
| ۱۷                | حسن نبوی                                                                 | ۱۳۳۱–۱۳۳۲                     |                   |                   |
| ۱۸                | عبدالله سعیدی                                                            | ۱۳۳۲–۱۳۳۵                     |                   |                   |
| ۱۹                | عبدالله سعیدی                                                            | ۱۳۳۵–۱۳۳۹                     |                   |                   |
| ۲۰                | بی‌وکیل                                                                   | ۱۳۳۹–۱۳۴۲                     |                   |                   |
| ۲۱                | یحیی مجتهدی                                                              | (۱۳۴۲)-۱۳۴۶                   |                   |                   |
| ۲۲                | عبدالعظیم حبیب‌اللهی                                                      | ۱۳۴۶–۱۳۵۰                     |                   |                   |
| ۲۳                | عبدالعظیم حبیب‌اللهی و علی‌احمد خورشید                                     | ۱۳۵۰–۱۳۵۴                     |                   |                   |
| ۲۴                | علی‌احمد خورشید و محمدحسین کاشفی                                          | ۱۳۵۴–۱۳۵۷                     |                   |                   |
| مجلس شورای اسلامی |                                                                          |                               |                   |                   |
| ۱                 | حسین انصاری‌راد و عبدالحسین جلالی                                         | ۷ خرداد ۱۳۵۹ – ۶ خرداد ۱۳۶۳   |                   |                   |
| ۲                 | حسین سبحانی‌نیا و علی شوشتری                                              | ۷ خرداد ۱۳۶۳ – ۶ خرداد ۱۳۶۷   |                   |                   |
| ۳                 | محمد اکبرزاده و حسین سبحانی‌نیا                                           | ۷ خرداد ۱۳۶۷ – ۶ خرداد ۱۳۷۱   |                   |                   |
| ۴                 | حسین سبحانی‌نیا و علی مروی                                                | ۷ خرداد ۱۳۷۱ – ۶ خرداد ۱۳۷۵   |                   |                   |
| ۵                 | حسین انصاری‌راد و علی مروی                                                | ۷ خرداد ۱۳۷۵ – ۶ خرداد ۱۳۷۹   |                   |                   |
| ۶                 | حسین انصاری‌راد و محمدرضا دولت‌آبادی                                       | ۷ خرداد ۱۳۷۹ – ۶ خرداد ۱۳۸۳   |                   |                   |
| ۷                 | غلام‌حسین مظفری و حسین سبحانی‌نیا                                          | ۷ خرداد ۱۳۸۳ – ۶ خرداد ۱۳۸۷   |                   |                   |
| ۸                 | سید علی حسینی و حسین سبحانی‌نیا                                           | ۷ خرداد ۱۳۸۷ – ۶ خرداد ۱۳۹۱   |                   |                   |
| ۹                 | علی مروی و حسین سبحانی‌نیا                                                | ۷ خرداد ۱۳۹۱ – ۶ خرداد ۱۳۹۵   |                   |                   |
| ۱۰                | حمید گرمابی و هاجر چنارانی                                               | ۷ خرداد ۱۳۹۵ – ۶ خرداد ۱۳۹۹   |                   |                   |
| ۱۱                | احسان ارکانی و هاجر چنارانی                                              | ۷ خرداد ۱۳۹۹ – ۶ خرداد ۱۴۰۳   |                   |                   |
| ۱۲                | سید یحیی سلیمانی و محمد رستمی                                            | ۷ خرداد ۱۴۰۳ – اکنون          |                   |                   |

## پی‌نوشت و منبع
- «جدول حوزه‌های انتخابیه در انتخابات دهمین دورهٔ مجلس شورای اسلامی» (PDF). مرکز پژوهش و سنجش افکار صدا و سیما. بایگانی‌شده از اصلی (PDF) در ۵ اكتبر ۲۰۱۸. دریافت‌شده در ۴ ژوئیه ۲۰۱۶. تاریخ وارد شده در |archive-date= را بررسی کنید (کمک)